# ネオロマンス・ライヴ HOT! 10 Count down Radio II Huu!
ネオロマンス♥ライヴ HOT! 10 Count down Radio II Huu!（ネオロマンスライヴ ホット! テンカウントダウンラジオツーフー!）は、2007年5月から11月まで、ランティスウェブラジオから配信されていたインターネットラジオ。8月までは毎週水曜日配信、8月以降は隔週水曜日の配信で放送された。
「ネオロマンス♥ライヴ HOT! 10 Count down Radio」の続編で、絶えず増え続けているネオロマンス楽曲を毎回決められたテーマ毎にリスナーから募集してランキング形式で紹介する。

## パーソナリティ
- 岩田光央 （アンジェリークのゼフェル役）
- 小野大輔 （ネオアンジェリークのヒュウガ役）
- 2HEARTS （立木文彦：アンジェリークのヴィクトール役 ＆ 森川智之：アンジェリークのエルンスト役）

※ 2HEARTSは、「2HEARTSの"ガチで行け! Hyper"」枠担当
- GRANRODEO （谷山紀章：金色のコルダの月森蓮役 ＆ 飯塚昌明）

※ GRANRODEOは、「GRANRODEOの"ケンゼンな本能"」枠担当

## OP/ED
| OP/ED | 配信回                | 曲タイトル               | voice                                                          |
| ----- | --------------------- | ------------------------ | -------------------------------------------------------------- |
| OP曲  | プレ回                | 「僕たちは生きている」   | 岩田光央                                                       |
| OP曲  | 第1回～第13回         | 「Brand new future」     | 2HEARTS                                                        |
| OP曲  | 第14回～第20回        | 「PRIDE」                | 岩田光央                                                       |
| ED曲  | プレ回                | 「CORE」                 | 岩田光央                                                       |
| ED曲  | 第1回～第14回・第21回 | 「ひねもす」よりランダム | 小野大輔                                                       |
| ED曲  | 第15回～第20回        | 「輝きはダイヤモンド」   | 月森連（谷山紀章） 土浦梁太郎（伊藤健太郎） 加地葵（宮野真守） |

## コーナー
【推薦曲紹介】
- 毎週1曲紹介で番組スタート。

【テーマ毎の曲紹介】
- テーマに対するランキングの発表。
- 6位以降MCが、3位の前に「GRANRODEOの"ケンゼンな本能"」、1位の前に「2HEARTSの"ガチで行け!"」や「教えて!!」が挿入されている。

【GRANRODEOの"ケンゼンな本能"】
- GRANRODEOをフィーチャーしつつ、リスナーの質問に答えてくれるコーナー。
- リスナーのリクエストによるテーマを使い、月一で即興で曲を披露する。

【今週の月森くん】
- 月森キャラによる、コルダ関連の告知情報。「GRANRODEOの"ケンゼンな本能"」に続けて配置されている。

【2HEARTSの"ガチで行け! Hyper"】
- 失敗を恐れずに頑張っている人を2HEARTSが応援するコーナー。

【王立ネオロマ学園 教えて!! コーナー】
- 授業開始風に始まる、ネオロマ作品の疑問点をリスナーに教示してもらうコーナー。最後にパーソナリティによる正解披露がある。

【告知情報】
- ニュース番組風のコミカルな告知

【ふつおた（普通のお便り）紹介】
- 時間の許すときに随時的に紹介される。

## 各回ランキングテーマ
- プレ配信　（2007年05月02日）－ふつおた紹介＆トーク－
- 第01回配信（2007年05月10日）－目覚ましに聴きたい曲 ランキング－
- 第02回配信（2007年05月17日）－お風呂で聴きたい曲 ランキング－
- 第03回配信（2007年05月23日）－5月病に効く曲 ランキング－
- 第04回配信（2007年05月30日）－あなたの片思いソング ランキング－
- 第05回配信（2007年06月06日）－小山力也のリクエスト曲 ランキング－
- 第06回配信（2007年06月13日）－天気は雨でも心は晴れ! な曲 ランキング－
- 第07回配信（2007年06月20日）－森の中で聴きたい曲 ランキング－
- 第08回配信（2007年06月27日）－保志総一朗のリクエスト曲 ランキング－
- 第09回配信（2007年07月04日）－夏の海で聴きたい曲 ランキング－
- 第10回配信（2007年07月11日）－夕陽を見ながら聴きたい曲 ランキング－
- 第11回配信（2007年07月18日）－あなたのお祭ソング ランキング－
- 第12回配信（2007年07月25日）－トーク－
- 第13回配信（2007年08月01日）－寝苦しい夜に聴きたい曲 ランキング－
- 第14回配信（2007年08月15日）－あなたの暑中お見舞いソング ランキング－
- 第15回配信（2007年08月29日）－あなたのラブラブソング ランキング－
- 第16回配信（2007年09月12日）－あなたの禁断の恋ランキング ランキング－
- 第17回配信（2007年09月26日）－運動会で流したい曲 ランキング－
- 第18回配信（2007年10月10日）－親友に送りたい曲 ランキング－
- 第19回配信（2007年10月24日）－結婚式で流したい曲 ランキング－
- 第20回配信（2007年11月07日）－あなたのゆびきりソング ランキング－
- 第21回配信（2007年11月21日）－ROCKET☆PUNCH！2スペシャル－

## ゲスト
- 第05回配信－小山力也（アンジェリークのレオナード役）
- 第08回配信－保志総一朗（遙かなる時空の中での永泉／源泉水／平敦盛役）
- 第12回配信－宮野真守（金色のコルダ2の加地葵役）

## CD
- 燃焼! ネオロマンス・ライヴ HOT!10 Countdown RadioII on CD （2007年5月～7月配信分/2007年9月19日/KECH-1444）